# Symmetroctena fumosa
Symmetroctena fumosa là một loài bướm đêm trong họ Geometridae.